# Montrose (Georgia)
Montrose – miasto w Stanach Zjednoczonych, w stanie Georgia, w hrabstwie Laurens.